# Geração
O termo geração (do latim generatione) refere-se ao grupo de pessoas que nasceram e viveram mais ou menos na mesma época. Pode ser descrito como "o período médio, geralmente tido como de 20 a 30 anos, durante o qual os bebês nascem, crescem, tornam-se adultos e começam a ter filhos", isto é, os conjuntos de descendentes, como a geração baby boomers.
Por ser uma palavra polissêmica, também pode se referir ao ato de se criar algo inanimado, como ideias, som, eletricidade ou um código criptográfico. Aos estágios sucessivos de melhoria no desenvolvimento de uma tecnologia (como a do motor de combustão interna ou os sucessivos lançamentos de produtos com obsolescência planejada, como consoles de videogame e telefones celulares). 

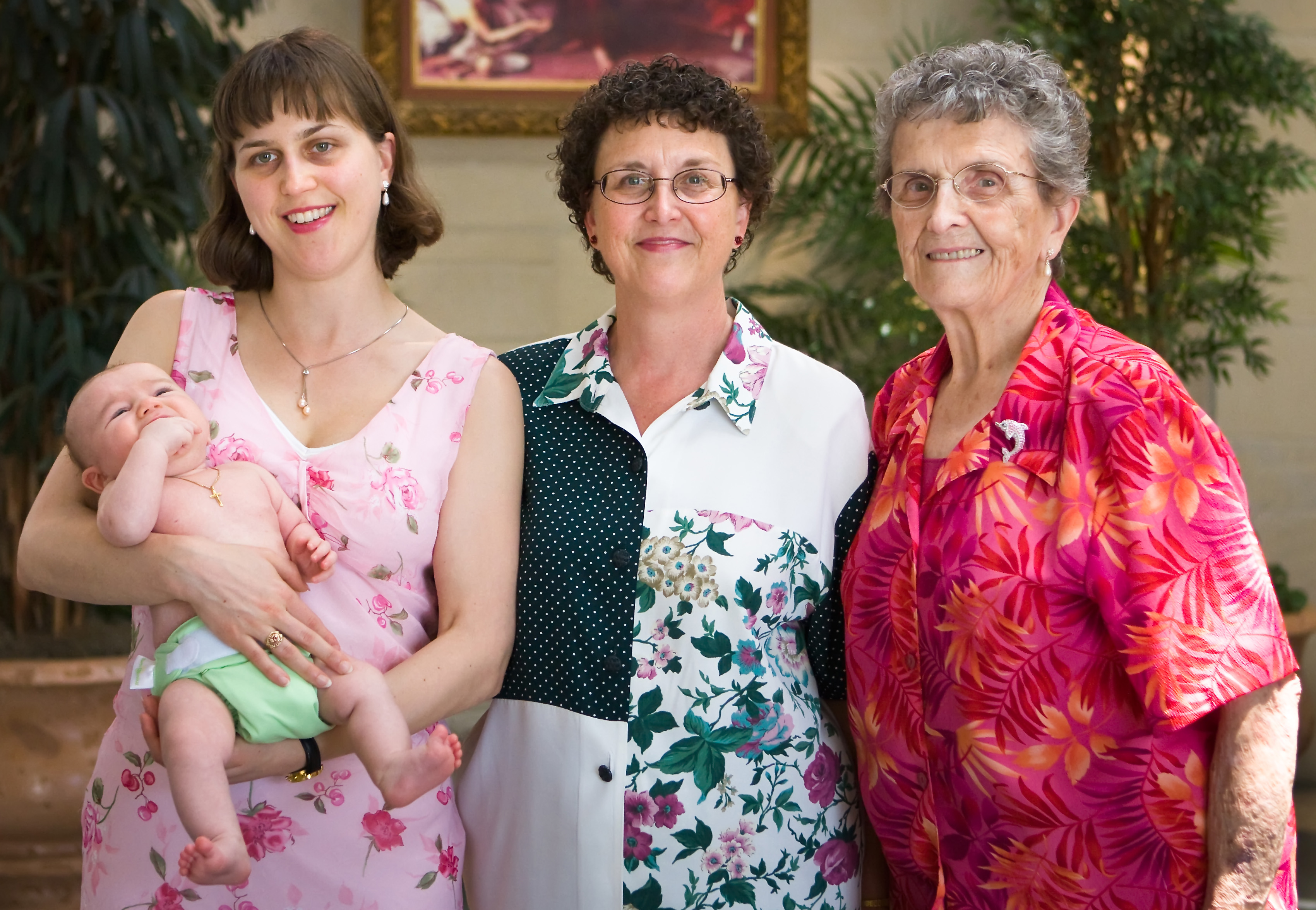
Um bebê, sua mãe, avó e Bisavó

## Classificação por gerações
Desde o século XX, a forma de classificar gerações de épocas específicas e nomeá-las, tem sido um hábito cada vez mais comum. Diferentemente de separar por idade, sexo ou renda, a classificação por gerações se apresenta mais correta para definir alguém, mesmo com o passar dos anos, pois ela permanece com suas denominações, independente de mudanças pessoais, de faixa etária ou econômicas. Porém, tais classificações não são bem aceitas em todas as áreas do conhecimento, embora amplamente utilizadas.
Os Baby boomers, nascidos entre 1946 e 1964, são os netos e filhos da Geração Grandiosa e Geração Silenciosa, e bisnetos e netos da Geração Perdida. Já a Geração X são as pessoas nascidas entre 1965 e 1980. A Geração Y, por sua vez, são aqueles nascidos entre 1981 e 1996, enquanto a Geração Z são os indivíduos nascidos entre 1997 e 2012. A Geração Alpha, composta em maioria por filhos de millenials, são os indivíduos nascidos entre 2013 e meados dos anos 2020.
Algumas denominações têm usado as letras do alfabeto. Assim, a Geração X se refere aos filhos dos últimos membros da Geração Silenciosa e dos primeiros Baby boomers e a Geração Y se refere aos filhos dos últimos membros dos Baby boomers e dos primeiros membros da Geração X. No entanto, uma nova denominação está sendo utilizada para uma geração de indivíduos preocupados, cada vez mais, com a conectabilidade com os demais indivíduos de forma permanente, a Geração Z.

## Brasil
Investigando o contexto brasileiro, as pesquisadoras Milhome e Rowe, da Universidade Federal da Bahia, identificaram os seguintes cortes geracionais:
1. Geração Nacionalista, nascida entre 1910 e 1929, na infância vivenciaram os efeitos da participação do Brasil na Primeira Guerra Mundial, e na adolescência viram parentes mais velhos envolvidos com o movimento tenentista, que era contrário a então República Velha. Atingiram a juventude e idade adulta durante a Era Vargas.[6]
2. Geração Pré Ditadura, nascida entre 1930 e 1943, na infância e começo da adolescência vivenciaram os efeitos da participação do Brasil na Segunda Guerra Mundial, já os efeitos da deposição de Vargas e a crise social que resultou na ditadura militar brasileira entre fins da adolescência e entrada na idade adulta.[7]
3. Geração Reprimida, nascida entre 1944 e 1958, tiveram uma educação mais controladora e chegaram na idade adulta no período mais repressivo da ditadura militar brasileira, como o Ato Institucional n.º 5.[8]
4. Geração Diretas, nascida entre 1959 e 1968, chegaram na idade adulta no final da ditadura militar brasileira e no contexto das Diretas Já, além de viverem as crises econômicas no fim da década de 1970 e começo da de 1980.[9]
5. Geração Hiperinflação, nascida entre 1969 e 1978, chegou na idade adulta na crise econômica pós-ditadura militar, viram o Plano Collor e seu impeachment, além da criação do Plano Real e suas primeiras consequências.[10]
6. Geração Social, nascida entre 1979 e 1991, chegaram na idade adulta no Governo Lula e Dilma Rousseff, vivenciando a estabilidade econômica e de políticas sociais.[11]
7. Geração 4.0, nascida entre 1992 e 2005, chegaram a vivenciar no começo de seu período de formação macro o governo Dilma Rousseff seguido de seu impeachment, Governo Temer e Bolsonaro, junto da pandemia de COVID-19.[12]

## Mundo ocidental

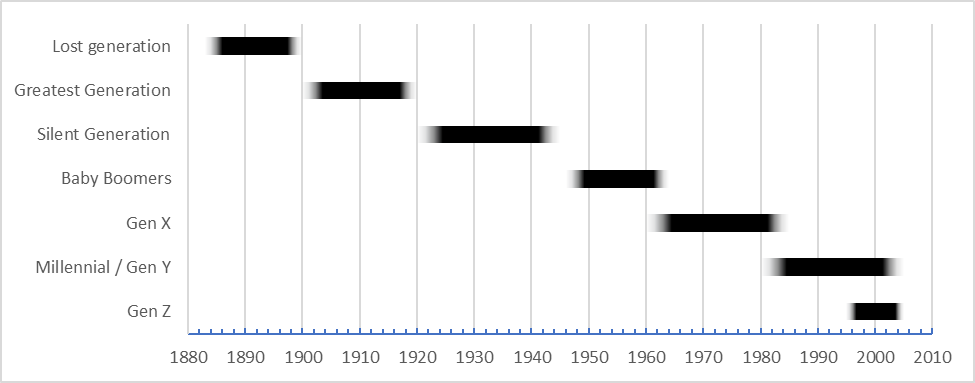
As gerações no mundo ocidental

Para os propósitos desta lista, "mundo ocidental" inclui somente a América Anglo-Saxônica, a Europa Ocidental (inclui Portugal) e Australasia. No entanto, deve também notar-se que muitas variações podem existir dentro das regiões, tanto geográfica como culturalmente, o que significa que a lista é amplamente indicativa, mas necessariamente muito geral.
- Geração Perdida, igualmente conhecida como a geração de 1914 na Europa, é um termo atribuído tradicionalmente a Gertrude Stein para descrever aqueles que lutaram na Primeira Guerra Mundial e depois viveram durante os Loucos Anos Vinte. Os membros da geração perdida nasceram por volta de 1883 e 1900.[13]
- Geração Grandiosa, também conhecida como a "Grande Geração", é a geração que inclui os veteranos que lutaram na Segunda Guerra Mundial. Eles nasceram por volta de 1901 a 1924, atingindo a maioridade durante a Grande Depressão. Enquanto adultos combateram na Segunda Guerra Mundial e viveram a maioria da sua vida adulta e a meia idade durante a prosperidade dos Trinta Anos Gloriosos. A Grande Geração é sucessora da Geração Perdida (1883-1900).[14]
- Geração Silenciosa, nasceram aproximadamente entre os anos de 1925 a 1945. Inclui alguns indivíduos que lutaram na Segunda Guerra Mundial, e a maioria daqueles que lutaram na Guerra da Coreia.[15]
- Baby Boomers são a geração que nasceu após a Segunda Guerra Mundial, geralmente por volta de 1946 a 1964, uma época que foi marcada por um aumento nas taxas de natalidade. O termo "baby boomer" é usado às vezes em um contexto cultural. Por conseguinte, é impossível alcançar um amplo consenso sobre uma data definida de início e de fim.[16]
- Geração X, é a geração seguinte aos Baby Boomers. Os demógrafos e os pesquisadores costumam usar os anos de nascimento desde o início dos anos 1960 até o final dos anos 70.[17]
- Millenials, também conhecidos como a Geração Y. Os demógrafos e pesquisadores usam tipicamente o início dos anos 1980 até meados da década de 90 como anos de nascimento.[18]
- Geração Z, é a geração de pessoas nascidas após a Geração Y. Os demógrafos e pesquisadores costumam usar o nascimento desde meados da década de 1990 até o início dos anos 2000, embora ainda haja pouco consenso quanto ao término dos anos de nascimento.[19]
- Geração Alfa, é o grupo de pessoas nascidas entre 2010 e 2024, sendo a geração que segue a Geração Z. Esses indivíduos estão crescendo em um contexto de avanço tecnológico acelerado, com um ambiente digital e conectado desde muito cedo, influenciado por inovações como inteligência artificial, realidade aumentada e o uso intensivo de dispositivos móveis.[20][21]
- Geração Beta, ainda não foi amplamente definida ou estudada como as gerações anteriores, pois está em sua fase inicial de formação, com os primeiros membros nascendo por volta de 2025. Contudo, o termo "Geração Beta" já é especulado como o próximo grupo de pessoas após a Geração Alfa.[22]